# Porky's Bear Facts
Porky's Bear Facts est un cartoon, réalisé par Friz Freleng et sorti en 1941, qui met en scène Porky Pig.